# Kalevi Lahtinen
Kalevi Eero Lahtinen, także Kille Lahtinen (ur. 1936, zm. grudzień 2010 w Tampere) – fiński żużlowiec, występujący również na długim torze.

## Życiorys
Dwunastokrotny medalista indywidualnych mistrzostw Finlandii: pięciokrotnie złoty (1960, 1964, 1965, 1969, 1970), pięciokrotnie srebrny (1959, 1961, 1962, 1963, 1971) oraz dwukrotnie brązowy (1966, 1972). Trzykrotny medalista indywidualnych mistrzostw Finlandii na długim torze: dwukrotnie srebrny (1957, 1960) oraz brązowy (1964).
W latach 1957–1960 trzykrotnie awansował do finałów indywidualnych mistrzostw Europy na długim torze (najlepszy wynik: Plattling 1960 – VII miejsce). Sześciokrotnie reprezentował Finlandię w skandynawskich eliminacjach drużynowych mistrzostw świata (1960, 1961, 1962, 1964, 1965, 1967) oraz był wielokrotnym uczestnikiem eliminacji indywidualnych mistrzostw świata, najlepszy wynik osiągając w Göteborgu w 1959 roku (XIII m. w finale europejskim).